# Abu Ja'far Ahmad ibn Muhammad
 (mai 2025).
 (mai 2025).
La mise en forme du texte ne suit pas les recommandations de Wikipédia : il faut le « wikifier ».
Les points d'amélioration suivants sont les cas les plus fréquents :
- Les titres sont pré-formatés par le logiciel. Ils ne sont ni en capitales, ni en gras.
- Le texte ne doit pas être écrit en capitales (les noms de famille non plus), ni en gras, ni en italique, ni en « petit »…
- Le gras n'est utilisé que pour surligner le titre de l'article dans l'introduction, une seule fois.
- L'italique est rarement utilisé : mots en langue étrangère, titres d'œuvres, noms de bateaux, etc.
- Les citations ne sont pas en italique mais en corps de texte normal. Elles sont entourées par des guillemets français : « et ».
- Les listes à puces sont à éviter, des paragraphes rédigés étant largement préférés. Les tableaux sont à réserver à la présentation de données structurées (résultats, etc.).
- Les appels de note de bas de page (petits chiffres en exposant, introduits par l'outil «  Source ») sont à placer entre la fin de phrase et le point final[comme ça].
- Les liens internes (vers d'autres articles de Wikipédia) sont à choisir avec parcimonie. Créez des liens vers des articles approfondissant le sujet. Les termes génériques sans rapport avec le sujet sont à éviter, ainsi que les répétitions de liens vers un même terme.
- Les liens externes sont à placer uniquement dans une section « Liens externes », à la fin de l'article. Ces liens sont à choisir avec parcimonie suivant les règles définies. Si un lien sert de source à l'article, son insertion dans le texte est à faire par les notes de bas de page.
- La présentation des références doit suivre les conventions bibliographiques. Il est recommandé d'utiliser les modèles {{Ouvrage}}, {{Chapitre}}, {{Article}}, {{Lien web}} et/ou {{Bibliographie}}. Le mode d'édition visuel peut mettre en forme automatiquement les références.
- Insérer une infobox (cadre d'informations à droite) n'est pas obligatoire pour parachever la mise en page.

Pour une aide détaillée, merci de consulter Aide:Wikification.
Si vous pensez que ces points ont été résolus, vous pouvez retirer ce bandeau et améliorer la mise en forme d'un autre article.
Abu Ja'far Ahmad ibn Muhammad était l' émir du Sistan de 923 jusqu'à sa mort en 963. Il est responsable de la restauration du règne des Saffarides sur le Sistan et était un grand mécène des arts.

## Ancêtres
Le père d'Abou Ja'far Ahmad s'appelait Muhammad. Muhammad était un parent très éloigné du fondateur de l'émirat saffaride, Ya'qub-i Laith Saffari ; son arrière-arrière-grand-père était le frère de l'arrière-grand-père de Ya'qub. Muhammad entretenait des liens plus étroits avec le frère et successeur de Ya'qub, Amr bin Laith , dont il avait épousé la petite-fille.

## Biographie
L'ascension d'Abou Ja'far Ahmad commença en mai 923, lorsque les habitants de Zarang le proclamèrent émir. Le Sistan était alors dirigé par Abdallah ibn Ahmad , impopulaire à Zarang en raison de ses impôts élevés. Profitant de ses liens avec les Saffarides, Abou Ja'far Ahmad gagna le soutien des ayyars de la ville , qui mirent un terme à la tentative du fils d'Abdallah, Aziz, de conserver le contrôle de la ville. Le pouvoir d'Abou Ja'far Ahmad s'étendit rapidement au-delà de Zarang ; le représentant d'Abdallah à al-Rukhkhaj fit défection et les citoyens de Bust apportèrent également leur soutien aux Saffarides. Abdallah fut vaincu au combat par les partisans d'Abou Ja'far Ahmad, le forçant à se diriger vers le Khorasan samanide . Il fut cependant capturé et ramené à Zarang en octobre 923. Sa capture mit fin à son règne pour de bon.
Bien qu'Abdallah ne fût plus une menace pour Abou Ja'far Ahmad, son fils Aziz lui demeurait opposé. Certains partisans d'Abou Ja'far Ahmad se retournèrent contre lui et soutinrent Aziz, forçant les Saffarides à marcher sur Bust à deux reprises pour mater les rebelles. Aziz tenta de conquérir le Sistan, mais fut vaincu par une armée Saffaride vers la fin de l'année 925. Il s'enfuit au Khorasan, mettant fin à sa tentative de prise du Sistan.
Après avoir réussi à se défendre contre les rebelles, Abou Ja'far Ahmad chercha à étendre son royaume aux dépens du califat abbasside , qui avait subi une série de revers ces dernières années. Il envoya donc plusieurs de ses fonctionnaires à Kerman , une province autrefois saffaride. Les impôts étaient collectés par ces fonctionnaires, qui retournaient ensuite au Sistan. L'autorité des Saffarides sur Kerman ne fut donc que temporaire ; les Abbassides conservèrent une faible emprise sur la province pendant quelques années encore, avant que les Banu Ilyas ne prennent le pouvoir en 932.
Abu Ja'far Ahmad continua d'être préoccupé par les troubles à Bust. Il dut se rendre personnellement dans la ville en 931 pour réprimer une rébellion, et une autre force fut envoyée l'année suivante. Les événements dans l'émirat samanide voisin contribuèrent également aux troubles. En 930, un complot visant à renverser l'émir samanide Nasr b. Ahmad et à le remplacer par ses frères échoua. Quelques individus impliqués dans le complot arrivèrent à Bust en 932 à la tête d'un contingent et attaquèrent le gouverneur safaride. Abu Ja'far Ahmad fut contraint d'arriver à la tête d'une armée et de vaincre les fugitifs. Fréquemment sollicité à Bust et dans d'autres régions des provinces orientales, Abu Ja'far Ahmad laissait souvent Zarang aux mains des trois fils d'un certain Tahir b. Asnam.
Après ces troubles initiaux, le Sistan et les provinces périphériques connurent un calme relatif pendant plusieurs années, ce qui permit au règne d'Abou Ja'far Ahmad de connaître une période relativement paisible. Il était tenu en haute estime par ses voisins ; même les Samanides, ennemis historiques des Saffarides, lui étaient apparemment amicaux (le poète Rudaki fit d'ailleurs l'éloge du Saffaride dans un panégyrique à la cour samanide de Boukhara , voir ci-dessous). D'autres poètes, persans et arabes , portaient également un regard favorable sur l'émir. De nombreuses réunions d'érudits furent organisées au Sistan, auxquelles participèrent des personnalités du domaine telles qu'Abou Sulayman Muhammad al-Sijistani et Nasafi.
Cette paix ne dura cependant pas. Différentes factions hors de la capitale en vinrent bientôt à la violence, obligeant à envoyer l'armée. À partir des années 950, l'agitation persista au Sistan. Entre-temps, les trois fils de Tahir b. Asnam, qui gouvernaient parfois au nom d'Abou Ja'far Ahmad en son absence de Zarang, tombèrent en disgrâce et furent emprisonnés. À leur place, Abu'l-Fath, commandant de l'armée, assuma de nombreuses fonctions gouvernementales. Il finit cependant par se révolter et obtint un large soutien de la population hors de Zarang. Abu'l-Fath était également soutenu par un autre Saffaride, Abu'l-'Abbas b. Tahir, qui, en tant qu'arrière-petit-fils d'Amr b. Laith, pouvait se prévaloir d'un lien de parenté directe avec les premiers émirs Saffarides (en revanche, Ab Ja'far Ahmad ne pouvait prétendre descendre d'Amr que du côté maternel).
Le prétendant Abu'l-Abbas, accompagné d'Abu'l-Fath, s'avança contre Zarang. Abu Ja'far Ahmad les affronta au combat et, avec l'aide de renforts turcs venus de Bust, vainquit les rebelles. Abu'l-Fath s'enfuit à Nishapur , où il mourut à l'été 963.
Abu'l-'Abbas, de son côté, se joignit à un complot avec l'un des ghulams turcs d'Abu Ja'far Ahmad . Ensemble, ils tuèrent Abu Ja'far Ahmad lors d'une beuverie fin mars 963 [ 1 ] et pillèrent son trésor. Le fils et héritier de l'émir, Abu Ahmad Khalaf , se trouvait par hasard à l'extérieur de la capitale la nuit du meurtre et, moins de deux mois plus tard, parvint à s'établir à Zarang.

## Sources
- Bosworth, CE. Histoire des Saffarides du Sistan et des Maliks de Nimruz (247/861 à 949/1542-3) . Costa Mesa, Californie : Mazda Publishers, 1994.
- Bosworth, CE (1975). « Les Ṭāhirides et les Ṣaffārides » . Dans Frye, RN (éd.). Histoire de l'Iran à Cambridge, tome 4 : De l'invasion arabe aux Saljuqs . Cambridge : Cambridge University Press. pp. 90–135 .  (ISBN 0-521-20093-8).